# ズミイヌイ島攻撃
ズミイヌイ島攻撃（ズミイヌイとうこうげき、ウクライナ語: Атака на острів Зміїний、ロシア語: Атака на остров Змеиный）は、2022年ロシアのウクライナ侵攻中の2022年2月24日、ウクライナ軍管轄のズミイヌイ島（ズメイヌイ島）をロシア連邦軍（海軍）が攻撃し、占領した戦いである。
攻撃に先立って、ロシア海軍黒海艦隊の巡洋艦「モスクワ」は島の守備兵に無線で降伏を呼びかけたが、これに対し、ウクライナの守備兵がロシア語で「ロシアの軍艦よ、くたばれ（ロシア語: военный корабль, иди на хуй）」と答えた。守備兵は戦闘後に全員が降伏して捕虜となったものの、この一連の応答をとらえた音声クリップが瞬く間に拡散され、広く知られることになった。
ロシア占領下のズミイヌイ島と周辺海域のロシア軍艦・船舶に対して、ウクライナ軍は航空爆弾やミサイル、長距離砲で攻撃。同年6月30日、ウクライナ軍とロシア国防省はロシア軍撤退を発表した。同年7月7日、ウクライナ軍部隊が再上陸した。

## 背景

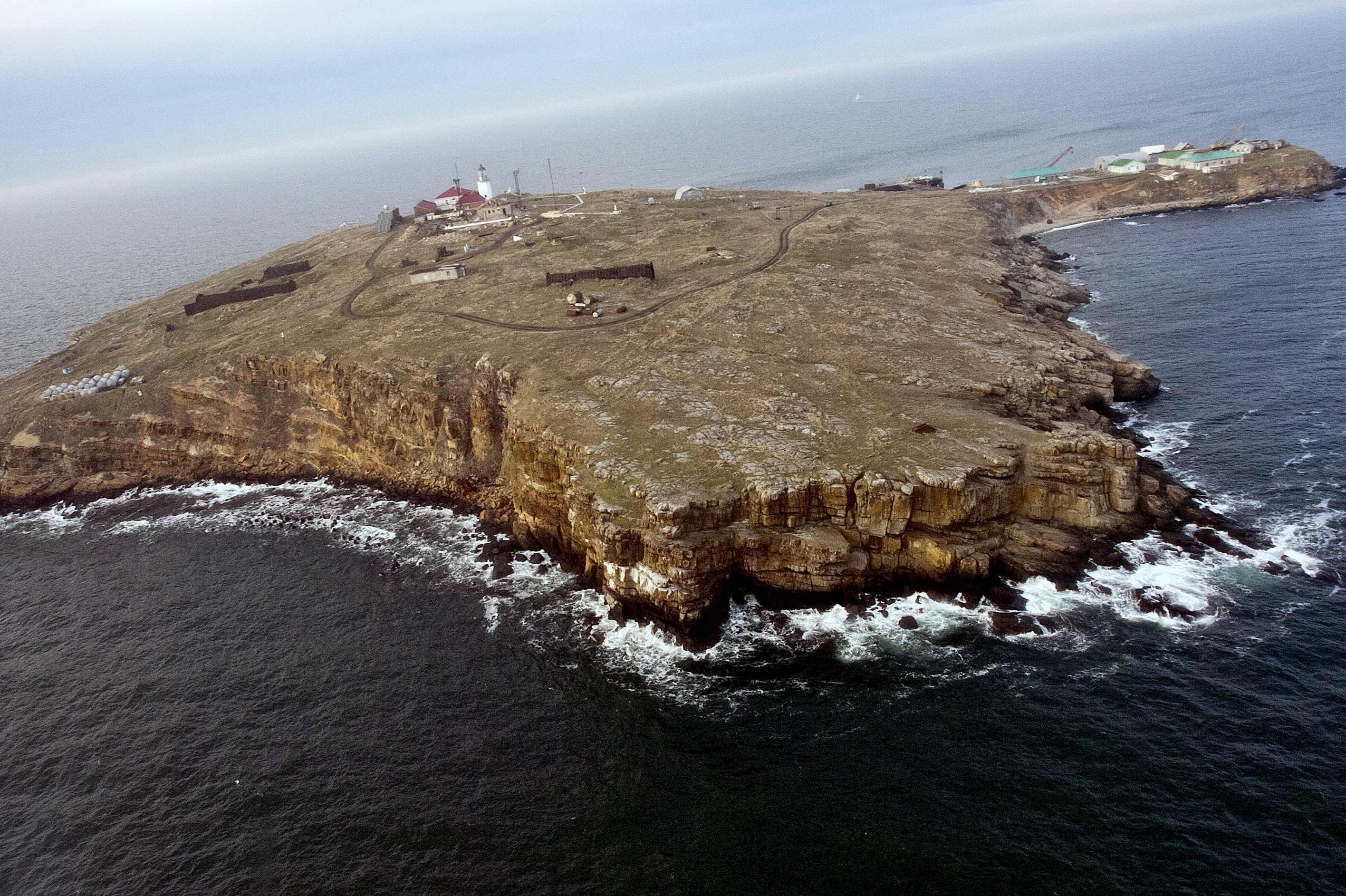
2008年に撮影されたズミイヌイ島

ズミイヌイ島はウクライナの南西沖にある、面積0.17平方キロメートルの島である。ルーマニア沿岸から45Km、黒海のウクライナ領海の南限という戦略的位置にある。
2007年、ウクライナは島の唯一の入植地バイル（Bile）を設立した。
2021年8月、ロシア軍がウクライナ付近に集結する中、ウクライナの大統領ウォロディミル・ゼレンスキーはこの島で記者会見を行い、「この島も他の領土と同様、ウクライナの土地であり、全力で守る」と述べた。

## ロシア軍による攻撃

### 2月24日
2022年のロシアによるウクライナ侵攻初日の2月24日、ウクライナ国家国境庁は、現地時間18時頃にズミイヌイ島がロシア海軍の艦船による攻撃を受けたと発表した。ロシア海軍黒海艦隊旗艦であったミサイル巡洋艦モスクワと哨戒艦ヴァシリー・ブイコフが島を艦砲射撃した。
攻撃に先立って、巡洋艦モスクワは自身がロシア軍艦艇であると明かしたうえで、島に駐留するウクライナ兵に降伏を要求した。これに対し、ウクライナ兵がロシア語で"Русский военный корабль, иди на хуй"（ロシアの軍艦よ、くたばれ、"Russian warship, go fuck yourself."）と答えた。このやりとりの音声クリップはウクライナ政府高官アントン・ヘラシチェンコによって最初にシェアされ、ウクライナ・プラウダによって広められた。後にウクライナ政府筋が本物と認定した。
ロシア軍艦が砲撃した瞬間をライブ配信したウクライナ兵もいた。その日の夜、ウクライナ国家国境警備隊は島との通信が失われたと発表した。22時（モスクワ時間）、国家国境警備隊は、ロシア軍が島のインフラを海・空の攻撃により破壊し、島を占領したことを発表した。

### 2月25日
ロシア政府は、2月25日にウクライナ海軍の16隻のボートからなる部隊がズミイヌイ島沖でロシア艦船を攻撃し、ウクライナ艦船のうち6隻を沈めたと報告した。ロシア政府はさらに、この行動中に米国がウクライナ艦隊に情報支援を提供したと非難したが、米国はいかなる関与も否定した。

### 2月26日
2022年2月26日、ウクライナ当局は、ズミイヌイ島沖で民間の捜索救助船サプフィールがロシア海軍に拿捕されたと発表した。

## ウクライナの兵士と民間船員の状況
ウクライナ政府筋は当初、当時島にいた軍を代表して、13人の国境警備兵が降伏を拒否した後にロシア軍により殺害されたと発表した。ウクライナのゼレンスキー大統領は、死亡した国境警備兵に、ウクライナ英雄の称号を授与する予定であると発表した。
一方、ロシアの防衛メディアの主張は上記と異なり、82人のウクライナ兵が自発的に降伏した後に捕虜となり、クリミア半島のセヴァストポリに連行されたとした。ロシア国防省報道官イゴール・コナシェンコフは、彼らはロシアに対して軍事行動を継続しないことを約束する誓約に署名しており、近々解放されるだろうと述べた。
その後、ウクライナ国家国境庁は、ロシアの報告に基づき、国境警備兵は殺されず捕虜になった可能性があると発表した。2月26日には、ズミイヌイ島の全てのウクライナ人守備員が生きている可能性があるとの声明を出した。2月28日にウクライナ海軍がフェイスブックで、島にいた全ての国境警備員は生きておりロシア海軍によって拘束されていると投稿した。

### 解放
2022年3月24日、サプフィールと19人のウクライナ人民間船員が捕虜交換で解放された。同交換で10名の捕虜が解放された。ウクライナはイリーナ・ヴェレシュチュク副首相が特にズミイヌイ島の捕虜の解放に向けて動いていたと表明した。
3月30日、船に向かって発言した兵士が捕虜交換で解放され、その後ウクライナの勲章を授与されたことが報じられた。
2023年6月12日、捕虜交換が行われて96人がウクライナへ帰国。この中には島で捕まった兵士が含まれていた。

## ウクライナ軍の反撃
2022年4月13日、緒戦で島の占領に投入され、ウクライナ側守備兵が「くたばれ」という言葉を浴びせたロシア海軍巡洋艦「モスクワ」は、オデーサ近郊の沖合から発射された2つの対艦ミサイルを受けた結果、爆発炎上した。4月14日、ロシア側は損傷した船をセヴァストポリ方面に曳航したが、港に着く前に沈没した。ウクライナ側の分析によると、ロシア軍は「モスクワ」の機能を代替するため、ズミイヌイ島に防空システムやレーダー、多連装ロケット砲を配備して要塞化した。
ウクライナ陸軍南部作戦管区は、4月26日から30日にかけて、島のロシア軍に対する攻撃を行い、司令部と2つの9K35地対空ミサイルが破壊され、さらに42人のロシア兵を殺害したと主張した。
5月1日、ウクライナ空軍南部航空管区は、ズミイヌイ島への攻撃により、駐留していたロシア軍の装備を破壊したと主張した。
5月2日の明け方、ズミイヌイ島付近において、ロシア海軍のラプター型哨戒艇と揚陸艇2隻がバイラクタルTB2ドローンによって撃沈された。ロシアのラプター型哨戒艇が誘導ミサイルで攻撃され、その後に爆発と火災に見舞われる映像が公開された。
5月7日、ウクライナ当局はロシア海軍のセルナ級揚陸艇がウクライナ軍の無人機によってズミイヌイ島の近くで破壊された映像を報告・公開した。同じ日、ウクライナのSu-27戦闘機の2機編隊がロシアの占領下にあるズミイヌイ島で高速・低空爆撃を実施、その様子をバイラクタル TB2無人機が映像で撮影した。さらに、ズミイヌイ島のロシア軍ヘリコプターに対するウクライナ無人機の爆撃の映像が公開された。
イギリス国防省の発表によると、ウクライナ軍は6月17日、欧米から供与されたハープーン対艦ミサイルによる攻撃を初めて成功させ、島へ兵器を輸送していたボートにほぼ確実に命中させた。ロシア国防省の6月21日発表によると、ウクライナ本土から発射した弾道ミサイルや無人攻撃機の支援下で空挺上陸を試みたウクライナ軍を撃退した。

## ロシア軍撤退とウクライナ軍再上陸
ズミイヌイ島はウクライナに対する海上封鎖の拠点となっており、ウクライナからの穀物輸出の障害になってきた。国際連合は穀物輸出再開のための人道回廊を黒海に設けることを計画しており、ロシア国防省は2022年6月30日、これを「妨害していないことを国際社会に示す」「善意によって駐留軍を撤退させた」とSNSで発表した。
これに対して同日、ウクライナ軍のヴァレリー・ザルジニー総司令官はSNSで、ロシア軍撤退はウクライナ軍による砲爆撃やミサイル攻撃に耐えられなかったためと述べた。同総司令官は翌7月1日にFacebookで、ロシア軍のSu-30が島を白リン弾で攻撃したと投稿し、善意による撤退という説明と矛盾すると非難した。
ウクライナ軍は同年7月7日、ズミイヌイ島に小規模な部隊を上陸させてウクライナの国旗を掲げ、これに対してロシア軍はウクライナの上陸部隊を空爆したと主張した。
ウクライナのドミトロ・クレーバ外相は2022年7月13日、ズミイヌイ島奪回によって、ドナウ川河口から穀物を輸出する航路の利用が可能になったと表明した。

## 反応
攻撃を受ける直前にウクライナ国境警備隊が発した「ロシアの軍艦よ、くたばれ!」という通信は、世界中のウクライナ人とその支持者のためスローガンとなった。英国のThe Weekは、このフレーズを19世紀のテキサス革命の「アラモを忘れるな」になぞらえた。

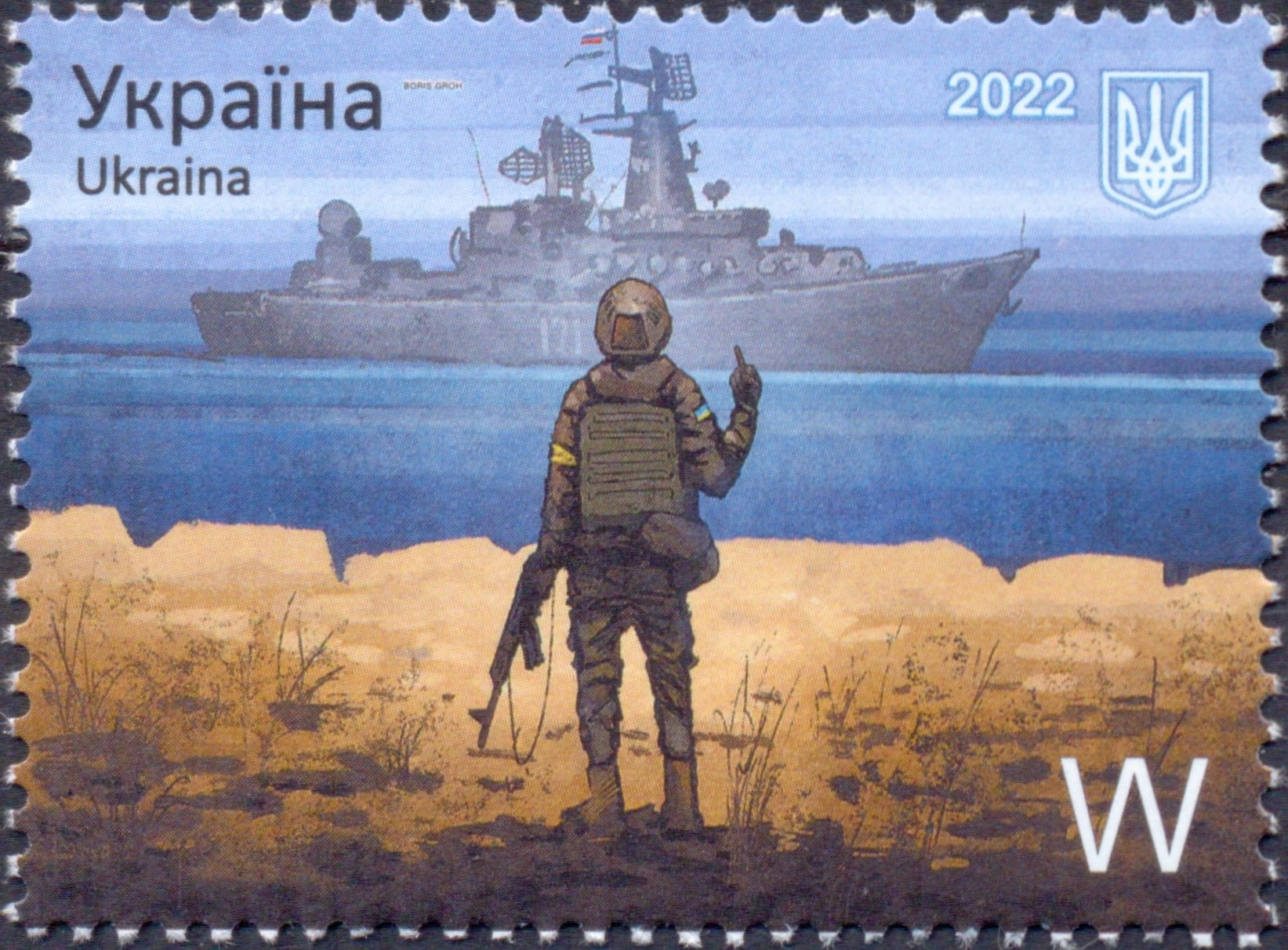
ウクライナで発売された郵便切手「ロシアの軍艦よ、くたばれ」

2022年3月、ウクライナ政府はズミイヌイ島の兵士を称える郵便切手を発売すると発表した。一般投票では、ウクライナのアーティストであるボリス・グローがデザインした、浜辺に立つウクライナ兵がロシア軍艦に中指を立てている姿が最も票を集め、採用された。
ゼレンスキー大統領は、島を訪問した映像を2023年7月8日にSNSに投稿し、「ウクライナのために戦う全ての人に感謝したい」と語り、記念碑に献花した。